# Schloss Grüningen (Thüringen)

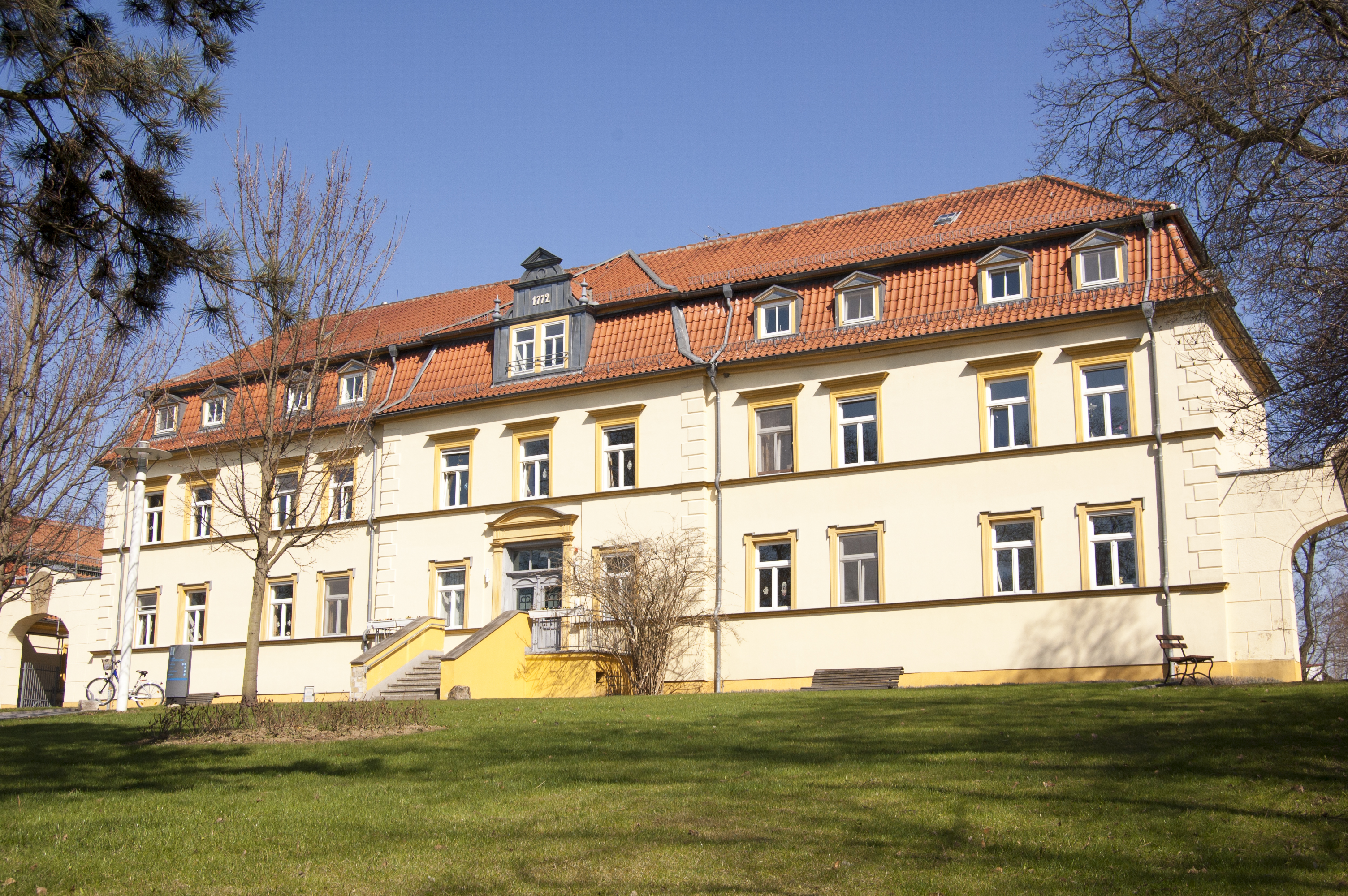
Schloss Grüningen im April 2010

Das Schloss Grüningen im Ortsteil Grüningen der Stadt Greußen im Kyffhäuserkreis in Thüringen wurde vor allem dadurch bekannt, dass der frühromantische Schriftsteller Novalis (Friedrich von Hardenberg) dort im Jahre 1794 seine spätere Verlobte Sophie von Kühn kennenlernte, deren Andenken er nach ihrem frühen Tod 1797 in vielen seiner Werke bewahrte. In die Mauer der St.-Petri-Kirche von Grüningen eingelassen ist ein Medaillon mit kleinem Bild von Sophie und dem Text: „Auf diesem Gottesacker ruht Sophie von Kühn, geb. 17. März 1782, gest. 19. März 1797 auf Schloß Grüningen. Die Braut des Dichters Friedrich von Hardenberg (Novalis).“ Das Grab selbst ist nicht mehr zu finden.
Das Schloss steht auf einem nach Süden abfallenden Gelände am Ostrand des Orts, an zwei Seiten umflossen von der Schwarzburger Helbe. Die Vorgänger-Burg an der gleichen Stelle, von der noch Wall, Graben und einige Mauerreste herrühren, wurde erstmals im Jahre 1198 erwähnt. Sie ist wohl von den Herren von Grüningen erbaut worden, aus deren Geschlecht auch Dietrich von Grüningen stammte, ein späterer Deutschmeister des Deutschen Ordens. Das Gebäude wurde in der ersten Hälfte des 16. Jahrhunderts erweitert und vom Vater der Sophie von Kühn 1772 als zweigeschossiger Putzbau mit Mansarddach praktisch neu erbaut. 1903 wurde ein Anbau mit Erker hinzugefügt.
Im 19. Jahrhundert war hier die Familie von Rüxleben ansässig.
Um 1900 übernahm die Familie Nette Schloss und Rittergut. Sie wurde 1945 enteignet und ging nach Westdeutschland. Das Ehepaar wurde jedoch noch zur DDR-Zeit auf dem Kirchhof Grüningen beigesetzt. Auf Schloss Grüningen lebte und arbeitete bis 1945 jahrzehntelang die Buchhalterin des Rittergutes Maria Magdalena Paul (1885–1965), eine Tochter des Leipziger Missionsdirektors und Honorarprofessors Carl Paul. Im Schloss Grüningen wurde nach dem Krieg ein Alten- und Pflegeheim eingerichtet. Heute wird es – nach grundlegender Erneuerung 1998/99 wieder in sehr gutem baulichem Zustand – als Pflegeheim „Schloss Sophie von Kühn“ der Novalis-Diakonie-Gesellschaft genutzt. Außer Veranstaltungen der Novalis-Gesellschaft finden auch  Literatur-Abende und Konzerte im Schloss statt.
Am Schloss befindet sich eine Parkanlage.

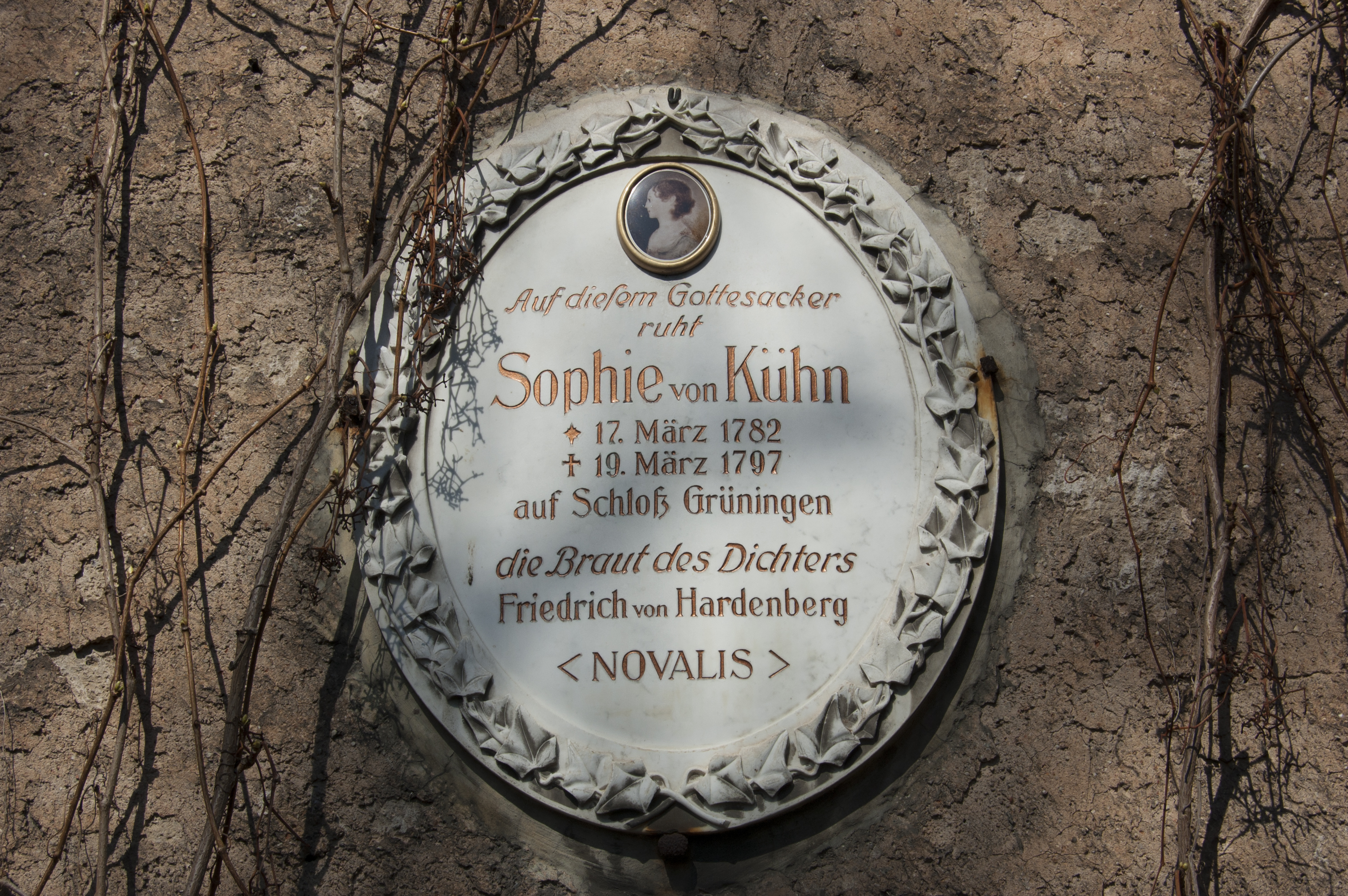
Gedenktafel für Sophie von Kühn
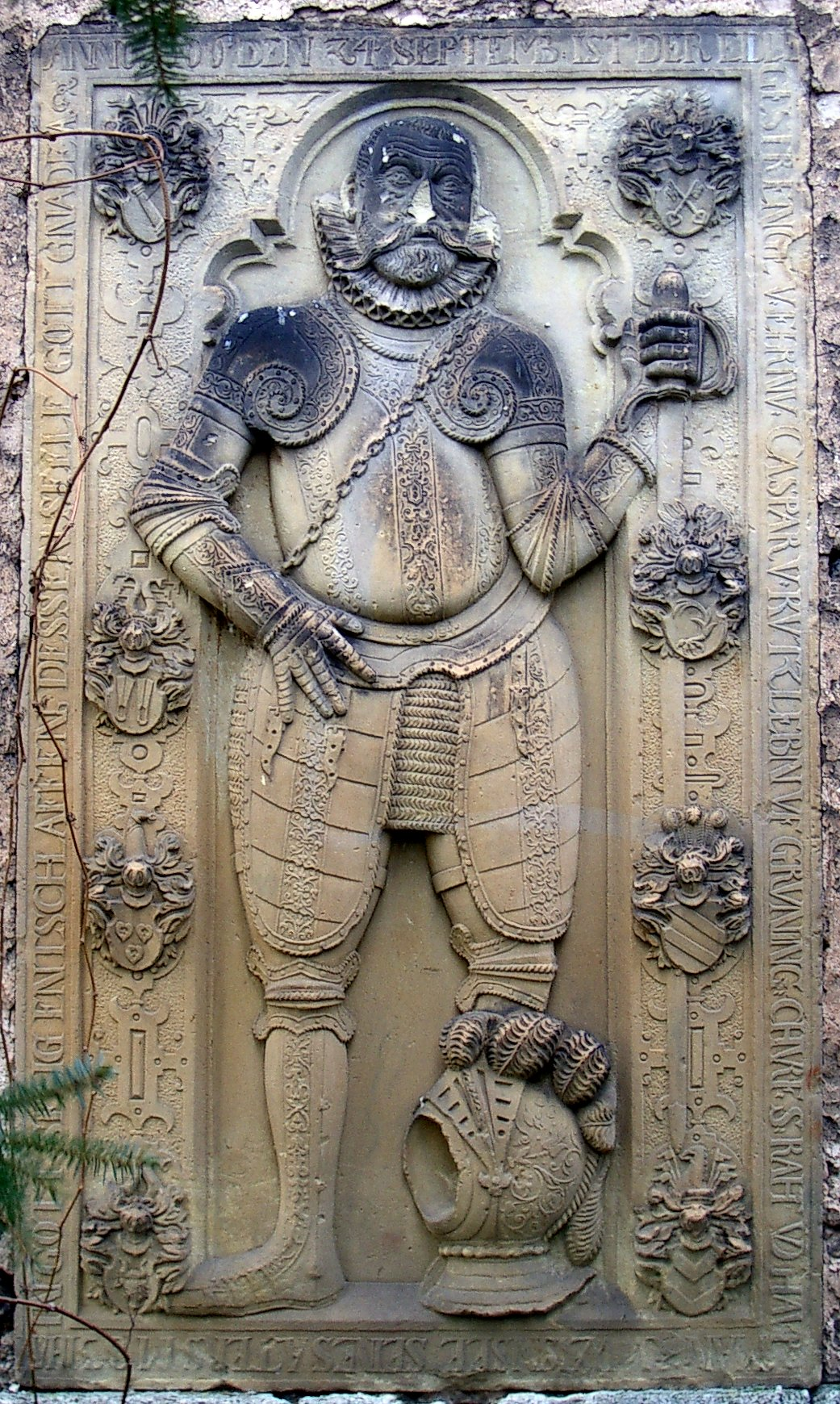
Grabplatte des Ritters Caspar von Kutzleben